# Phaedrotoma portarthurensis
Phaedrotoma portarthurensis är en stekelart som först beskrevs av Fischer 1978.  Phaedrotoma portarthurensis ingår i släktet Phaedrotoma och familjen bracksteklar. Inga underarter finns listade i Catalogue of Life.